# VII: Sturm und Drang
VII: Sturm und Drang è l'ottavo album in studio del gruppo musicale statunitense Lamb of God, pubblicato il 24 luglio 2015 dalla Epic Records.

## Tracce
Testi e musiche di Lamb of God.
1. Still Echoes – 4:22
2. Erase This – 5:08
3. 512 – 4:44
4. Embers – 4:56
5. Footprints – 4:24
6. Overlord – 6:28
7. Anthropoid – 3:38
8. Engage the Fear Machine – 4:48
9. Delusion Pandemic – 4:22
10. Torches – 5:17

Tracce bonus nell'edizione limitata
1. Wine & Piss – 3:33
2. Nightmare Seeker (The Little Red House) – 4:56

## Formazione
Gruppo
- D. Randall Blythe – voce
- Mark Morton – chitarra
- Willie Adler – chitarra
- John Campbell – basso
- Chris Adler – batteria

Altri musicisti
- Chino Moreno – voce aggiuntiva (traccia 4)
- Greg Puciato – voce aggiuntiva (traccia 10)

Produzione
- Josh Wilbur – produzione, missaggio, ingegneria del suono
- Nick Rowe – ingegneria del suono
- Kyle McAulay – ingegneria del suono
- Brad Blackwood – mastering